# دوغ ديكسون
دوغ ديكسون (بالإنجليزية: Doug Dickson)‏ هو سياسي أسترالي، ولد في 26 مارس 1894 في أستراليا، وتوفي في 27 يوليو 1960 في أستراليا. حزبياً، نشط في الحزب الوطني الأسترالي. وقد انتخب عضو الجمعية التشريعية نيو ساوث ويلز.